# Union sportive de Gorée (football)
Maillots
Actualités
L'Union sportive de Gorée, plus couramment appelée l'US Gorée est un club de football sénégalais basé à Gorée.
Bien qu'étant le club représentant de l'île, l'équipe joue ses matchs à domicile dans le stade de Ngor sur le continent.
Le président du club est Maître Augustin Senghor, également maire de la commune et président de la Fédération sénégalaise de football.

## Histoire
Après avoir été champion du Sénégal pour la quatrième fois de son histoire à l'issue de la saison 2015-2016, l'US Gorée termine dernier de la Ligue 1 lors de la saison 2016-2017, synonyme de descente en seconde division.

## Palmarès

### National
- Championnat du Sénégal (4)
  - Champion : 1978, 1981, 1984, 2016
  - Vice-champion : 2025
- Coupe du Sénégal (4)
  - Vainqueur : 1965, 1972, 1992, 1996

- Trophée des champions (1)
  - Vainqueur : 2016

- Championnat du Sénégal D2 (1)
  - Champion : 1997
  - Vice-Champion : 2025

### Performances continentales
Coupe d'Afrique-Occidentale française
- 1952-1953 : Finale
- 1953-1954 : Vainqueur
- 1954-1955 : Vainqueur

Ligue des champions de la CAF : 4 participations
- 1966 : 1er Tour
- 1979 : Demi-Finale
- 1982 : 1er Tour
- 1985 : Demi-Finale

Coupe de la confédération : 1 participation
- 2007 : 2e Tour

Coupe d'Afrique des vainqueurs de coupe : 3 participations
- 1976 : 1er Tour
- 1993 : 2e Tour
- 1997 : 1er Tour

Coupe de l'UFOA
- 2010 : Finaliste